# Sphingomorpha
Sphingomorpha là một chi bướm đêm thuộc họ Erebidae.